# Музыкальная звукопись
Музыкальная звукопись, также звукоизобразительность (нем. Tonmalerei, Wortmalerei; англ. tone-painting, word-painting) — приём музыкальной риторики, в вокальной музыке — для иллюстрации специфическими средствами музыки содержания текста, в инструментальной (часто программной) музыке — устойчиво ассоциируемого внемузыкального образа.

## Краткая характеристика
В типичном случае музыкальная звукопись имитирует природные явления (пение птиц, жужжание насекомых, журчание воды, завывание ветра, эхо) и звуки неодушевлённых, произведённых человеком, предметов (паровозный / пароходный гудок, шум заводского станка и прочих механизмов, звон холодного оружия, пушечные выстрелы и т.п.), но также и устойчивые символические, особенно христианские, образы.
Хрестоматийные примеры музыкальной звукописи: вокальные ансамбли «Пение птиц», «Битва <при Мариньяно>» (К. Жанекена), скрипичная соната «Репрезентатива» Г. И. Бибера (с имитацией различных животных и птиц), «Шабаш ведьм» (Пятая часть «Фантастической симфонии» Г. Берлиоза), «Шелест леса» («Зигфрид» Р. Вагнера), «Картинки с выставки» и «Детская» М.П. Мусоргского, «Игра воды» М. Равеля, увертюра «1812 год» П. И. Чайковского, «Альпийская симфония» Р. Штрауса, «Пасифик 231» А. Онеггера, «Петя и волк» С. С. Прокофьева, «Завод. Музыка машин» А. В. Мосолова. Многочисленны и красочны примеры звукописи в музыке Н. А. Римского-Корсакова: «Сеча при Керженце» и «Вступление» («Китеж»), «Полёт шмеля» («Сказка о царе Салтане»), музыкальная картина «Садко» и др.
Христианскую символику — особенно в ренессансной и барочной музыке — воплощали с помощью «стандартных» композиционно-технических приёмов: в мелодике (например, нисходящие и восходящие мелодические ходы — восхождение на небо, нисхождение в ад), в гармонии (например, в текстах связанных с распятием,— альтерация диатонических ступеней, выраженная в нотах диезом, нем. Kreuz, «крест»), в полифонии (например, бесконечный канон для иллюстрации текстов о вечности и бесконечности царства Господня) и т.д.
По отношению к вокальной итальянской музыке XVI — начала XVII веков в англоязычной и немецкой литературе в том же значении используется термин «мадригализм» (англ. madrigalism) — в связи с тем, что эксперименты в области музыкальной звукописи были сосредоточены в жанре мадригала.

## Рецепция
Эстетические и этические оценки звукоизобразительности в музыке на протяжении веков не были единогласными. Они могли зависеть от доминирующей в обществе идеологии в целом и от конкретной композиторской техники (композиторской «моды») в частности. Иногда эти оценки были противоположными даже в пределах одной эпохи и одной страны, как например в Италии XVI века. С одной стороны, Никола Вичентино в трактате «Древняя музыка, приведенная к современной практике» (1555) писал: «Музыка пишется на слова, чтобы выразить идею (concetto), страсти (passioni) и аффекты (effetti), содержащиеся в словах, с помощью [музыкальной] гармонии» (Mus. IV.29). С другой стороны, Винченцо Галилей в своём «Диалоге о древней и современной музыке» (1581) высмеял композиторов, которые чересчур ретиво следовали за словом:

 Если им попадаются слова один, два или все вместе, они пишут один голос, два или включают все голоса с неслыханным щегольством. Другие, распевая строку из секстины Петрарки На хромом быке она [судьба] помчится в погоню за Лаурой (et col bue zoppo andrà cacciando Laura), сопровождают музыку трясучкой, содроганиями, синкопами, будто их одолела икота. <…> Завидев слова, обозначающие цветовые различия, типа темные кудри или светлые кудри, они пишут черные или белые ноты, чтобы, как они говорят, «выразить идею (concetto) ловко и изящно». <…> Они даже пытаются найти звуковое выражение словам голубой и лиловый, подобно тому как нынешние торговцы красят жильные струны в разные цвета <…> И при этом они ещё удивляются, что современная им музыка не производит ни один из эффектов, которыми знаменита музыка древних, в то время как, наоборот, удивления достойно было бы, если бы она таковые производила,— ведь их музыка столь далека от древней, прямо противоположна ей и, [можно сказать], её смертельный враг. <…> Не имея соответствующих средств, современная музыка не может даже и помыслить о том, чтобы произвести их, не говоря уже о том, чтобы их добиться. Единственная цель современной музыки — услада слуха (diletto dell’udito), тогда как целью древней музыки было внушить другому человеку ту самую страсть (affettione), которую она в себе содержит. — Диалог о древней и современной музыке, 1581, p.89.
Некоторые артефакты музыкальной звукописи становились легендарными, их рецепция длилась десятилетями. Так, В. К. Принц приводит мадригал Леона Леони "Dimmi Clori, perchè non ami" (1602; репринт 1606), в своём трактате «Историческое описание благородного искусства музыки» (1690) как пример произведения, «где соловьиная песня представлена очень художественно». В этом мадригале сопрано изображает щебетание «соловья на отдалении» (usignolo alla lontana), которому эхом вторит другой, «скрытый соловей» (usignolo nascosto).

## Примечание
1. ↑  Другие образцы экстремально низкой тесситуры, используемой в похожих целях: мотет Окегема «Intemerata Dei mater» и реквием того же де ла Рю.
2. ↑  Западные музыковеды различают «звукоизобразительность» и «словоизобразительность». Второго термина в русском музыкознании нет.
3. ↑  Madrigalismus // Lexikon der Musik der Renaissance, hrsg. v. E.Schmierer. Laaber, 2012, S.95.
4. ↑  В оригинале у Петрарки (Il Canzoniere 239.36) — на хромом быке мы помчимся в погоню за воздухом — et col bue zoppo andrem cacciando l’aura (игра слов l’aura — ветерок, лёгкий бриз, и Laura; Галилей обыгрывает этот фонизм, точно так же, как делает и сам поэт в этом стихотворении).
5. ↑  Quando poi haveranno detto «solo», «due» ò «insieme», hanno fatto cantare un solo, due e tutt' insieme con galanteria inusitata. Hanno altri nel cantare questo particolar verso d’una delle sestine del Petrarca «et col bue zoppo andrà cacciando Laura», profferitolo sotto le note à scosse, à onde & sincopando, non altramente che se eglino haveresso havuto il singhiozzo <…>
6. ↑  Printz W. C. Historische Beschreibung der edelen Sing- und Kling-Kunst. Dresden, 1690, S. 3.